# عبر صوتي

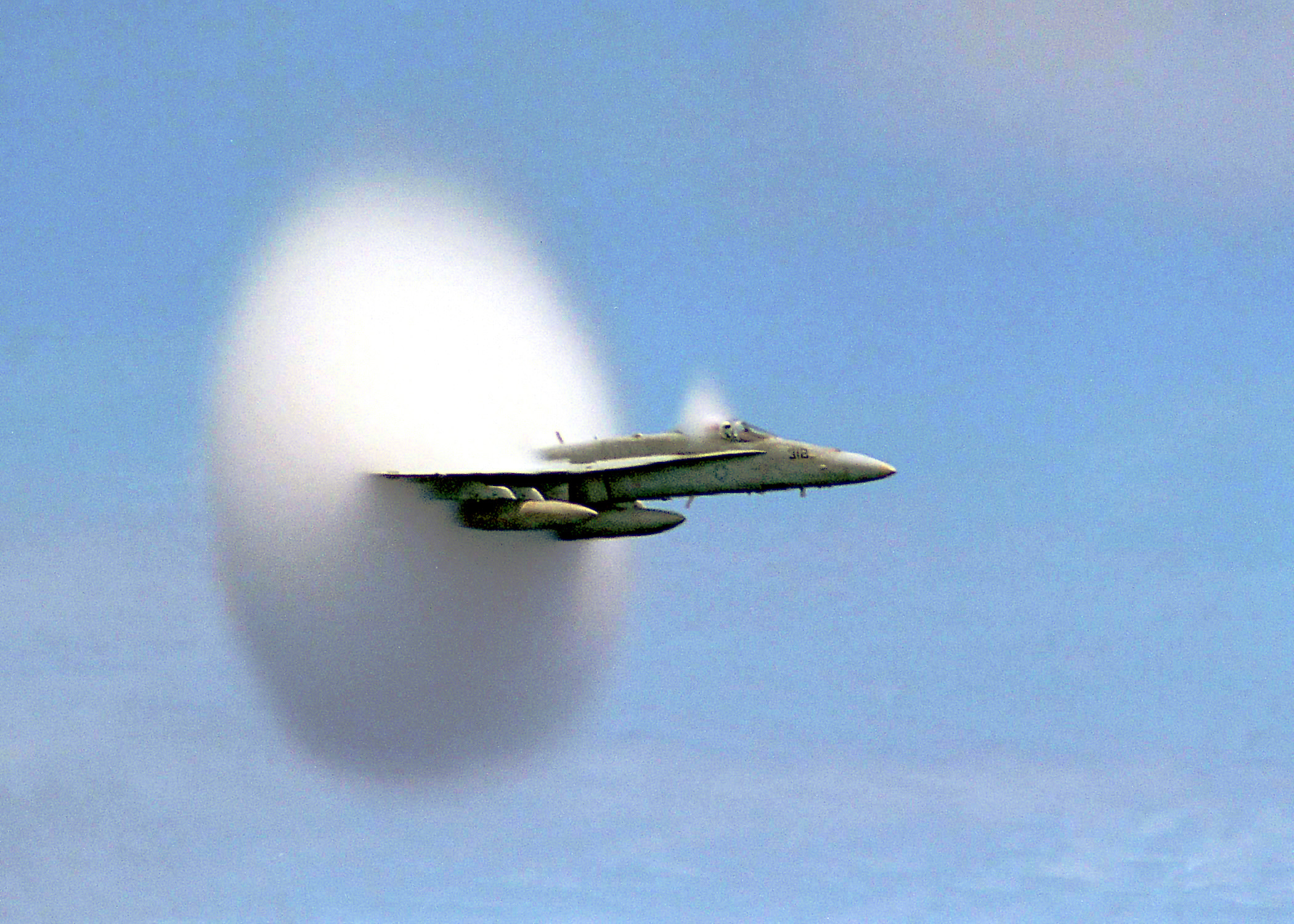

في ديناميكا الهواء، يقصد بجدار الصوت المرحلة التي تنتقل فيها الطائرة من المرحلة عبر الصوتية (حول الصوتية أو الانتقالية الصوتية أو الترانسونيك) إلى المرحلة الفوق صوتية. أي قبل
سرعة الصوت مباشرة وإلى ما هو أعلى منها. ظهر المصطلح للوجود خلال الحرب العالمية الثانية عندما بدأت بعض الطائرات تواجه أثار
الانضغاطية، وهي حفنة من تأثيرات ديناميكا الهواء الغير متصلة ببعضها البعض . بحلول الخمسينات بدأت الطائرات «بكسر» جدار الصوت بشكل روتيني.
حين تخترق الطائرة حاجز سرعة الصوت فإنها تتسبب في موجة صدمية  قوية تصل إلى الأرض فيسمع الناس على الأرض دويا هائلا حالما تصل
لهم تلك الموجة التي خلفها اختراق جسم الطائرة لاضطرابات ضغط الهواء الناجمة عن سريان الهواء وانسيابه حول أجنحة الطائرة وهيكلها .
وتنتقل اضطرابات الضغط مبتعدة عن الطائرة كما تنتقل الموجات الناتجة عن قذف حجر في الماء الساكن، وتنتقل اضطرابات الضغط بسرعة
الصوت، أي بنحو 1.225 كم/ساعة عند مستوى سطح البحر . وينتج الصوت عن اضطرابات الضغط وتشويشه، لكن الصوت الناجم عن اختراق
حاجز الصوت يكون عبارة عن فرقعة ويعرف فيزيائيا باسم الموجات الصدمية أو جدار الموجة الصدمية الذي عرفه لأول مرة عالم الفيزياء
الرياضي بيرنارد ريمان في أواسط القرن التاسع عشر.
تستطيع بعض أنواع السوط أن تتحرك بسرعة فوق صوتية، يخرق طرف السوط جدار الصوت ويصدر فرقعة جادة تعد فعلا دوي صوتي . تستطيع
فوهات الأسلحة النارية منذ القرن التاسع عشر أن تحقق سرعة ابتدائية تفوق سرعة الصوت. كما أجرى بعض العلماء أبحاث معتمدة على نماذج
وتطبيقات على الحاسب الألي جاءت بنتائج أن بعض الديناصورات طويلة الذنب مثل الأباتوسورس والديبلودوكس ربما كان لديها القدرة على
تحريك ذيولها بسرعات فوق صوتية إلا أن هذا يعد افتراضا نظريا دون دليل مادي عليه.